# Список птиц Словении
Список птиц Словении включает в общей сложности 376 видов, 4 из которых были выведены человеком, 5 интродуцированы. 11 видов находятся под угрозой исчезновения.

## Отряд:Гусеобразные(Anseriformes)

### Утиные(Anatidae)
- Гуменник (Anser fabalis)
- Короткоклювый гуменник (Anser brachyrhynchus)
- Белолобый гусь (Anser albifrons)
- Пискулька (Anser erythropus)
- Серый гусь (Anser anser)
- Белощёкая казарка (Branta leucopsis)
- Канадская казарка (Branta canadensis)
- Краснозобая казарка (Branta ruficollis)
- Лебедь-шипун (Cygnus olor)
- Чёрный лебедь (Cygnus atratus)
- Американский лебедь (Cygnus columbianus)
- Лебедь-кликун (Cygnus cygnus)
- Огарь (Tadorna ferruginea)
- Пеганка (Tadorna tadorna)
- Каролинская утка (Aix sponsa)
- Мандаринка (птица) (Aix galericulata)
- Серая утка (Anas strepera)
- Свиязь (Anas penelope)
- Американская свиязь (Anas americana)
- Кряква (Anas platyrhynchos)
- Широконоска (Anas clypeata)
- Шилохвость (Anas acuta)
- Чирок-трескунок (Anas querquedula)
- Чирок-свистунок (Anas crecca)
- Красноносый нырок (Netta rufina)
- Красноголовый нырок (Aythya ferina)
- Белоглазый нырок (Aythya nyroca)
- Хохлатая чернеть (Aythya fuligula)
- Морская чернеть (Aythya marila)
- Обыкновенная гага (Somateria mollissima)
- Турпан (Melanitta fusca)
- Синьга (Melanitta nigra)
- Морянка (Clangula hyemalis)
- Обыкновенный гоголь (Bucephala clangula)
- Луток (Mergellus albellus)
- Большой крохаль (Mergus merganser)
- Длинноносый крохаль (Mergus serrator)
- Савка (Oxyura leucocephala)

## Отряд:Курообразные(Galliformes)

### Фазановые(Phasianidae)
- Европейская каменная куропатка (Alectoris graeca)
- Горная рыжая куропатка (Alectoris rufa)
- Серая куропатка (Perdix perdix)
- Перепел (Coturnix coturnix)
- Обыкновенный фазан (Phasianus colchicus)
- Обыкновенный глухарь (Tetrao urogallus)
- Тетерев-косач (Tetrao tetrix)
- Обыкновенный рябчик (Bonasa bonasia)
- Тундряная куропатка (Lagopus muta)

## Отряд:Гагарообразные(Gaviiformes)

### Гагаровые(Gaviidae)
- Краснозобая гагара (Gavia stellata)
- Чернозобая гагара (Gavia arctica)
- Полярная гагара (Gavia immer)
- Белоклювая гагара (Gavia adamsii)

## Отряд:Поганкообразные(Podicipediformes)

### Поганковые(Podicipedidae)
- Малая поганка (Tachybaptus ruficollis)
- Красношейная поганка (Podiceps auritus)
- Серощёкая поганка (Podiceps grisegena)
- Большая поганка (Podiceps cristatus)
- Черношейная поганка (Podiceps nigricollis)

## Отряд:Фламингообразные(Phoenicopteriformes)

### Фламинговые(Phoenicopteridae)
- Обыкновенный фламинго (Phoenicopterus roseus)

## Отряд:Буревестникообразные(Procellariiformes)

### Буревестниковые(Procellariidae)
- Глупыш (Fulmarus glacialis)
- Серый буревестник (Puffinus griseus)
- Малый буревестник (Puffinus puffinus)
- Левантский буревестник (Puffinus yelkouan)

## Отряд:Пеликанообразные(Pelecaniformes)

### Олушевые(Sulidae)
- Северная олуша (Morus bassanus)

### Пеликановые(Pelecanidae)
- Розовый пеликан (Pelecanus onocrotalus)

### Баклановые(Phalacrocoracidae)
- Большой баклан (Phalacrocorax carbo)
- Хохлатый баклан (Phalacrocorax aristotelis)
- Малый баклан (Phalacrocorax pygmaeus)

## Отряд:Аистообразные(Ciconiiformes)

### Цаплевые(Ardeidae)

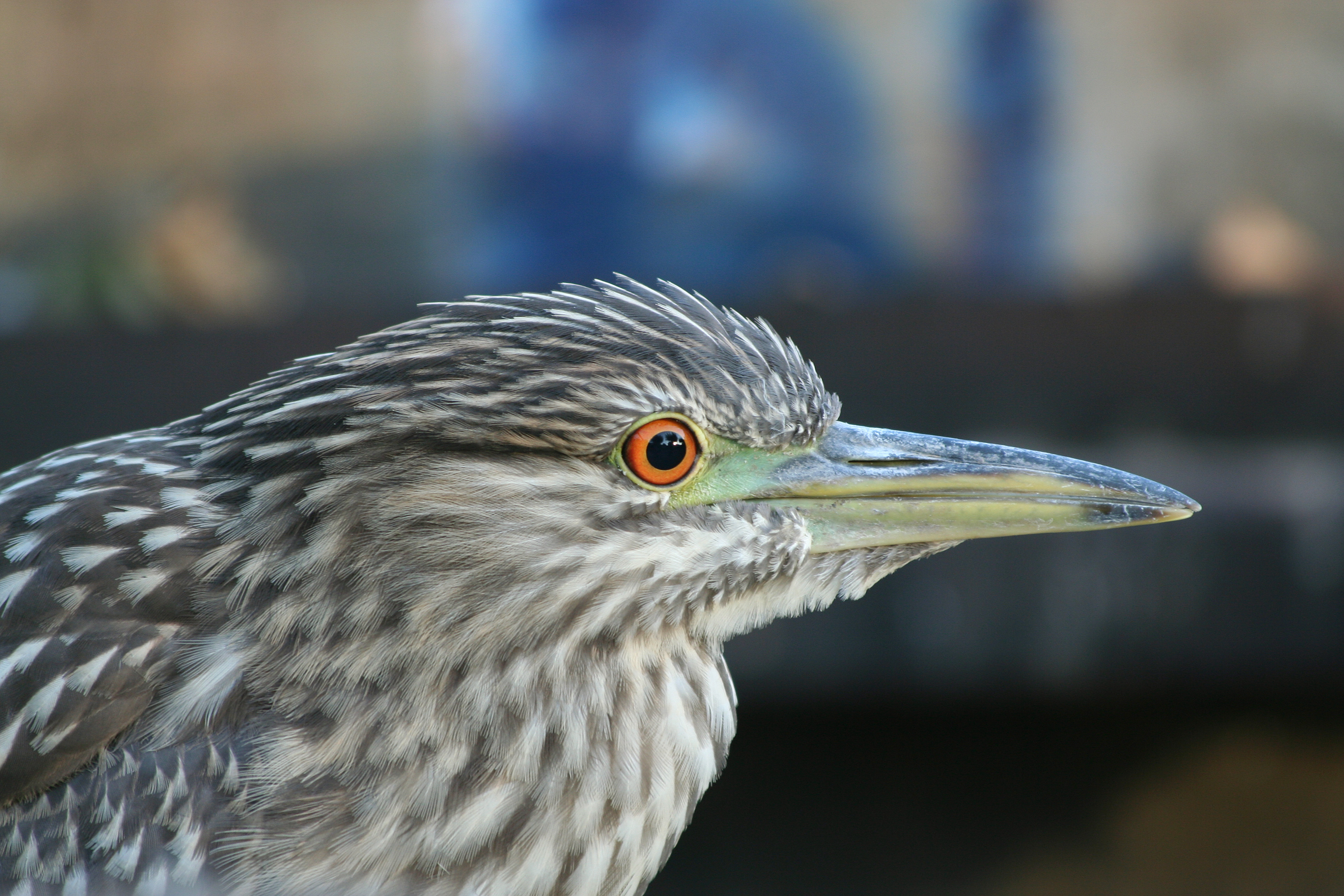
Молодая обыкновенная кваква

- Большая выпь (Botaurus stellaris)
- Малая выпь (Ixobrychus minutus)
- Серая цапля (Ardea cinerea)
- Рыжая цапля (Ardea purpurea)
- Большая белая цапля (Ardea alba)
- Малая белая цапля (Egretta garzetta)
- Египетская цапля (Bubulcus ibis)
- Жёлтая цапля (Ardeola ralloides)
- Обыкновенная кваква (Nycticorax nycticorax)

### Ибисовые(Threskiornithidae)
- Каравайка (Plegadis falcinellus)
- Обыкновенная колпица (Platalea leucorodia)

### Аистовые(Ciconiidae)
- Чёрный аист (Ciconia nigra)
- Белый аист (Ciconia ciconia)

## Отряд:Соколообразные(Falconiformes)

### Скопиные(Pandionidae)
- Скопа (Pandion haliaetus)

### Ястребиные(Accipitridae)

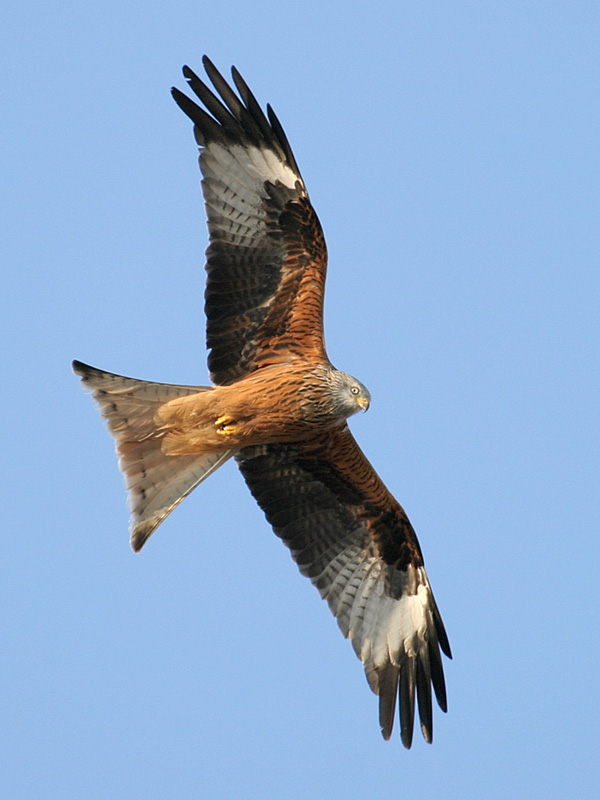
Красный коршун

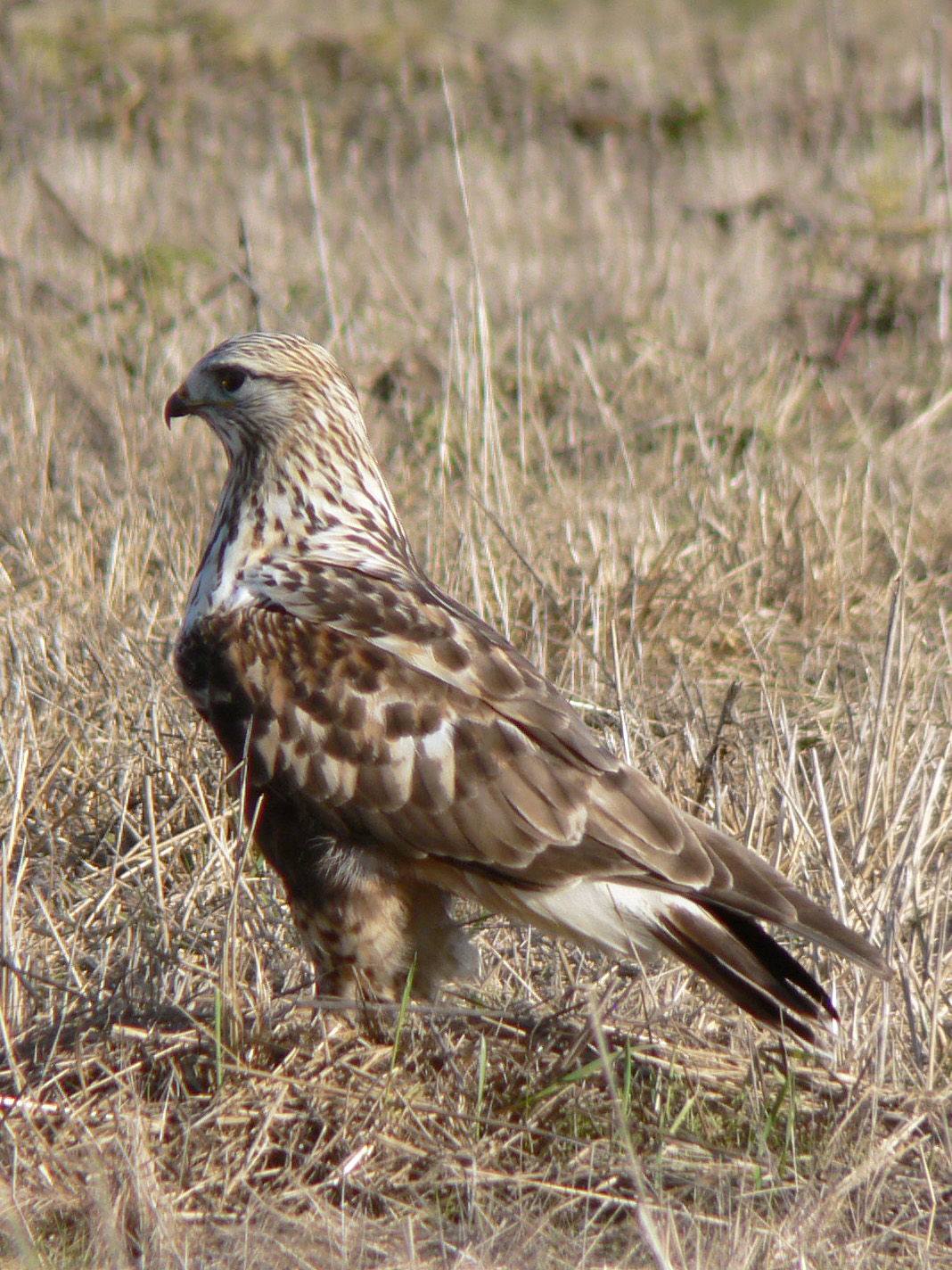
Мохноногий канюк

- Обыкновенный осоед (Pernis apivorus)
- Красный коршун (Milvus milvus)
- Чёрный коршун (Milvus migrans)
- Орлан-белохвост (Haliaeetus albicilla)
- Стервятник (Neophron percnopterus)
- Белоголовый сип (Gyps fulvus)
- Чёрный гриф (Aegypius monachus)
- Змееяд (Circaetus gallicus)
- Болотный лунь (Circus aeruginosus)
- Полевой лунь (Circus cyaneus)
- Степной лунь (Circus macrourus)
- Луговой лунь (Circus pygargus)
- Ястреб-перепелятник (Accipiter nisus)
- Ястреб-тетеревятник (Accipiter gentilis)
- Обыкновенный канюк (Buteo buteo)
- Курганник (Buteo rufinus)
- Мохноногий канюк (Buteo lagopus)
- Малый подорлик (Aquila pomarina)
- Большой подорлик (Aquila clanga)
- Могильник (Aquila heliaca)
- Беркут (Aquila chrysaetos)
- Орёл-карлик (Hieraaetus pennatus)

### Соколиные(Falconidae)

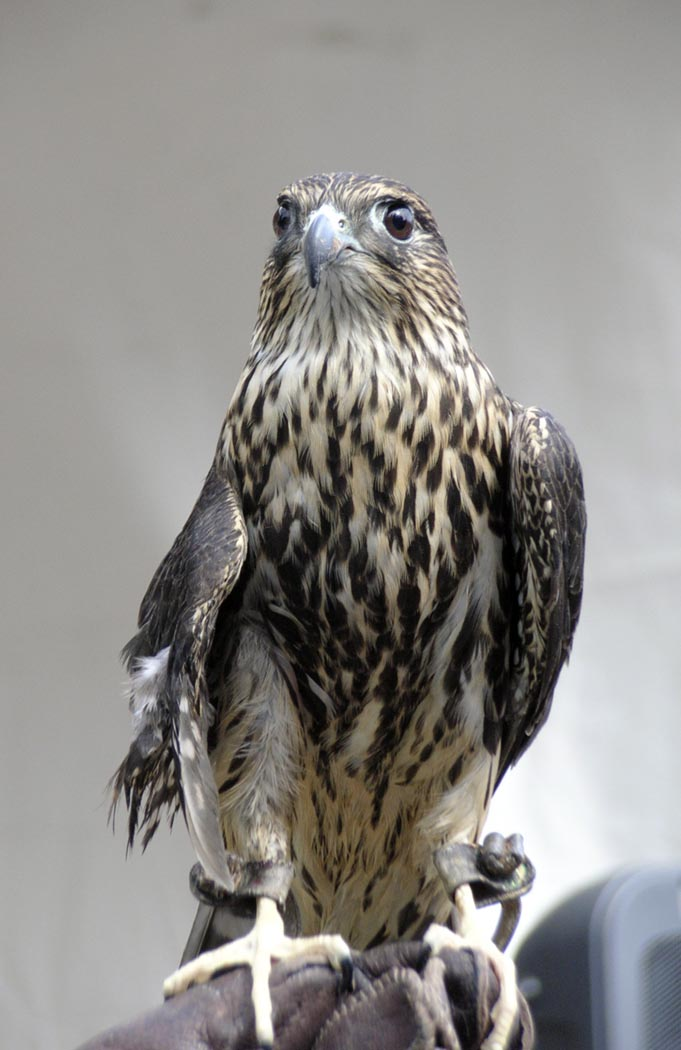
Дербник

- Степная пустельга (Falco naumanni)
- Обыкновенная пустельга (Falco tinnunculus)
- Кобчик (Falco vespertinus)
- Чеглок Элеоноры (Falco eleonorae)
- Дербник (Falco columbarius)
- Чеглок (Falco subbuteo)
- Средиземноморский сокол (Falco biarmicus)
- Балобан (Falco cherrug)
- Сапсан (Falco peregrinus)

## Отряд:Журавлеобразные(Gruiformes)

### Пастушковые(Rallidae)
- Коростель (Crex crex)
- Водяной пастушок (Rallus aquaticus)
- Малый погоныш (Porzana parva)
- Погоныш-крошка (Porzana pusilla)
- Погоныш (Porzana porzana)
- Камышница (Gallinula chloropus)
- Лысуха (Fulica atra)

### Дрофиные(Otididae)
- Дрофа (Otis tarda)
- Вихляй (Chlamydotis undulata)
- Дрофа-красотка (Chlamydotis macqueenii)
- Стрепет (Tetrax tetrax)

### Журавли(Gruidae)
- Серый журавль (Grus grus)

## Отряд:Ржанкообразные(Charadriiformes)

### Авдотки(Burhinidae)
- Авдотка (Burhinus oedicnemus)

### Ржанковые(Charadriidae)

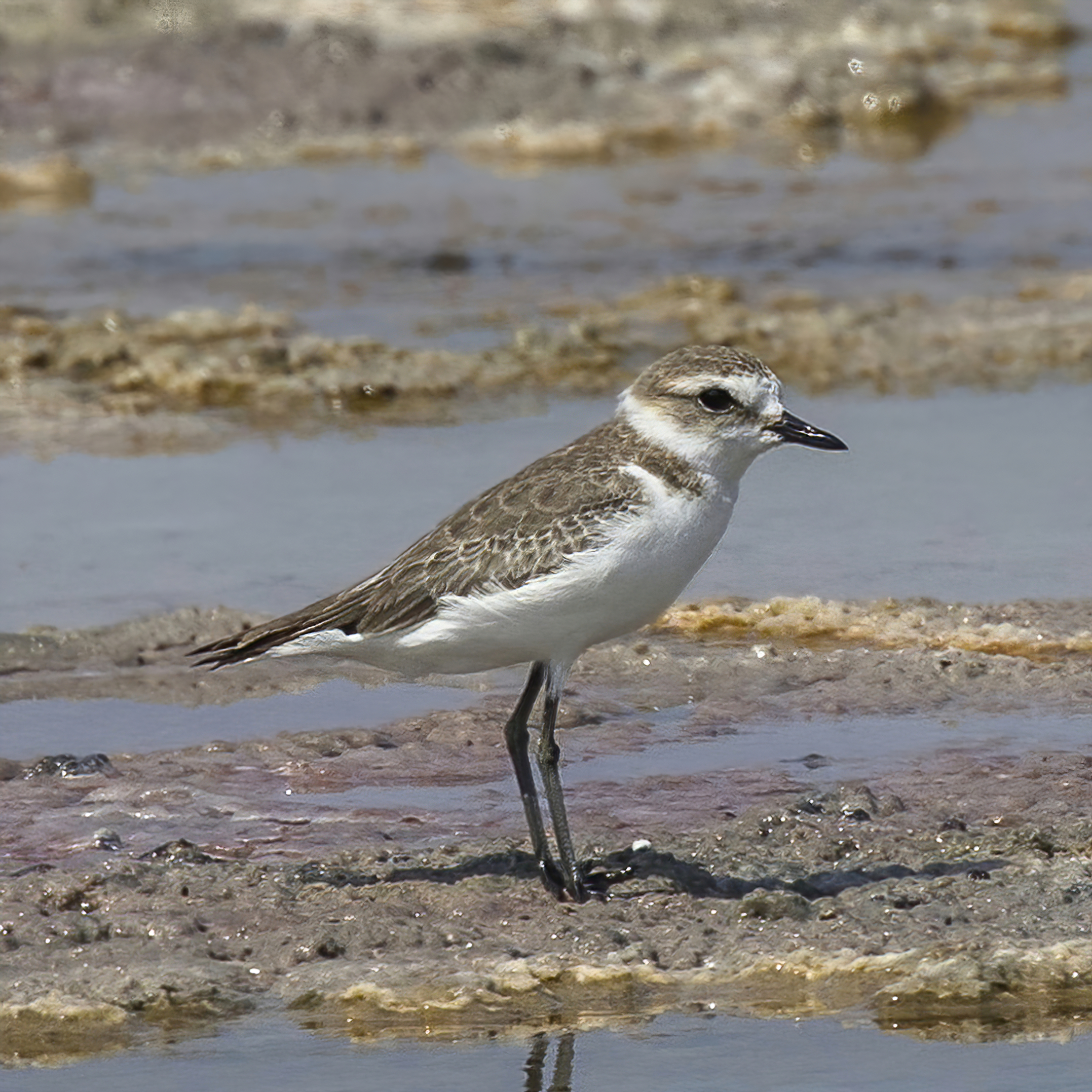
Морской зуёк

- Чибис (Vanellus vanellus)
- Кречетка (Vanellus gregarius)
- Тулес (Pluvialis squatarola)
- Золотистая ржанка (Pluvialis apricaria)
- Морской зуёк (Charadrius alexandrinus)
- Галстучник (Charadrius hiaticula)
- Малый зуёк (Charadrius dubius)
- Хрустан (Charadrius morinellus)

### Кулики-сороки(Haematopodidae)
- Кулик-сорока (Haematopus ostralegus)

### Шилоклювковые(Recurvirostridae)
- Ходулочник (Himantopus himantopus)
- Шилоклювка (Recurvirostra avosetta)

### Бекасовые(Scolopacidae)

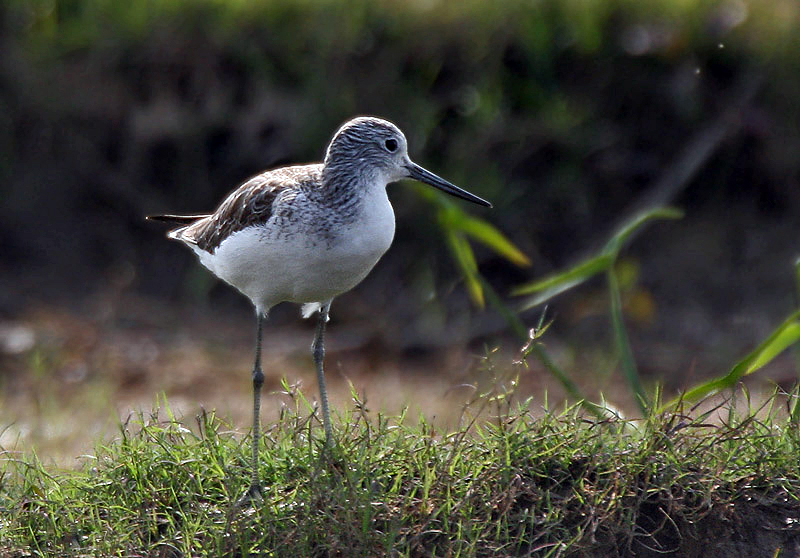
Большой улит

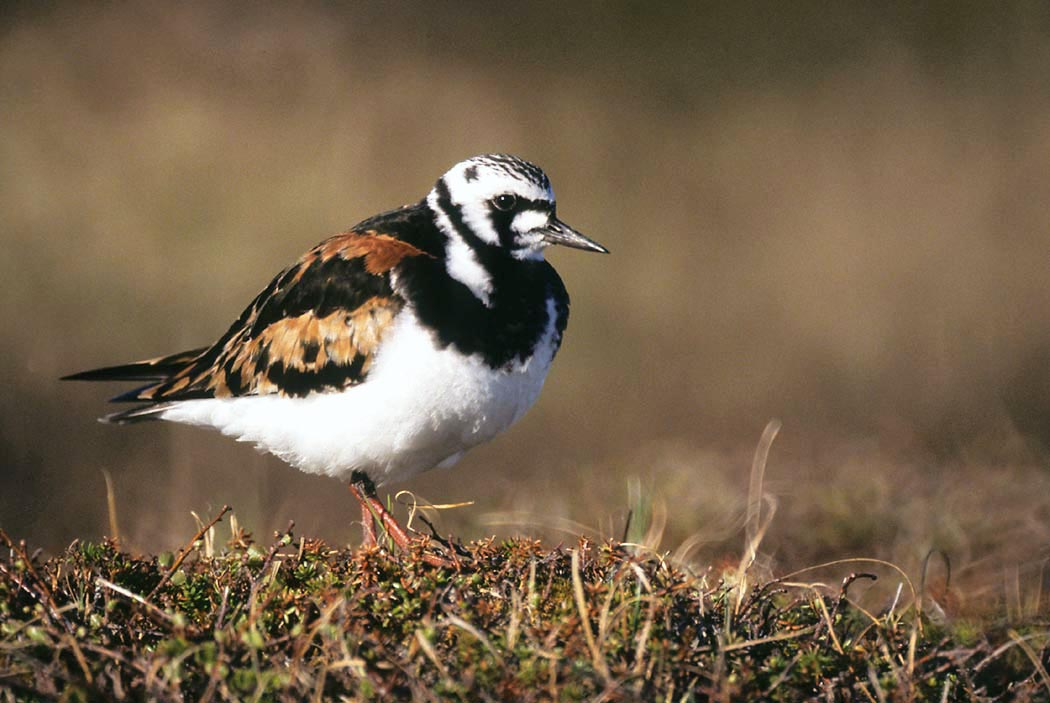
Камнешарка

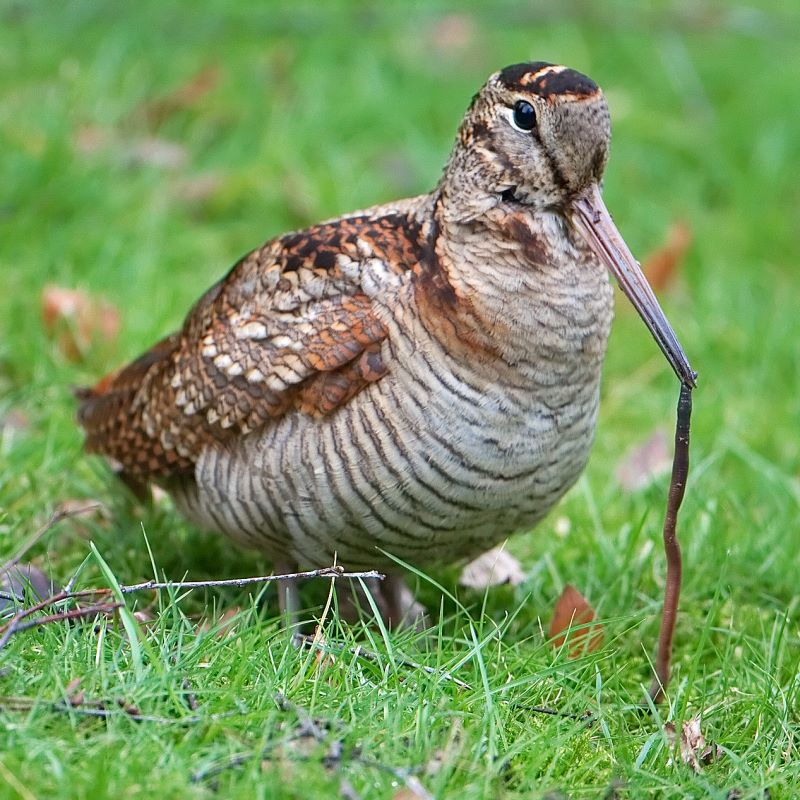
Вальдшнеп

- Обыкновенный перевозчик (Actitis hypoleucos)
- Черныш (Tringa ochropus)
- Щёголь (Tringa erythropus)
- Большой улит (Tringa nebularia)
- Поручейник (Tringa stagnatilis)
- Фифи (Tringa glareola)
- Травник (Tringa totanus)
- Средний кроншнеп (Numenius phaeopus)
- Тонкоклювый кроншнеп (Numenius tenuirostris)
- Большой кроншнеп (Numenius arquata)
- Большой веретенник (Limosa limosa)
- Малый веретенник (Limosa lapponica)
- Камнешарка (Arenaria interpres)
- Исландский песочник (Calidris canutus)
- Песчанка (Calidris alba)
- Кулик-воробей (Calidris minuta)
- Белохвостый песочник (Calidris temminckii)
- Морской песочник (Calidris maritima)
- Чернозобик (Calidris alpina)
- Краснозобик (Calidris ferruginea)
- Грязовик (Limicola falcinellus)
- Турухтан (Philomachus pugnax)
- Гаршнеп (Lymnocryptes minimus)
- Дупель (Gallinago media)
- Обыкновенный бекас (Gallinago gallinago)
- Вальдшнеп (Scolopax rusticola)
- Круглоносый плавунчик (Phalaropus lobatus)
- Плосконосый плавунчик (Phalaropus fulicarius)

### Тиркушковые(Glareolidae)
- Бегунок (Cursorius cursor)
- Луговая тиркушка (Glareola pratincola)

### Чайковые(Laridae)
- Обыкновенная моевка (Rissa tridactyla)
- Морской голубок (Chroicocephalus genei)

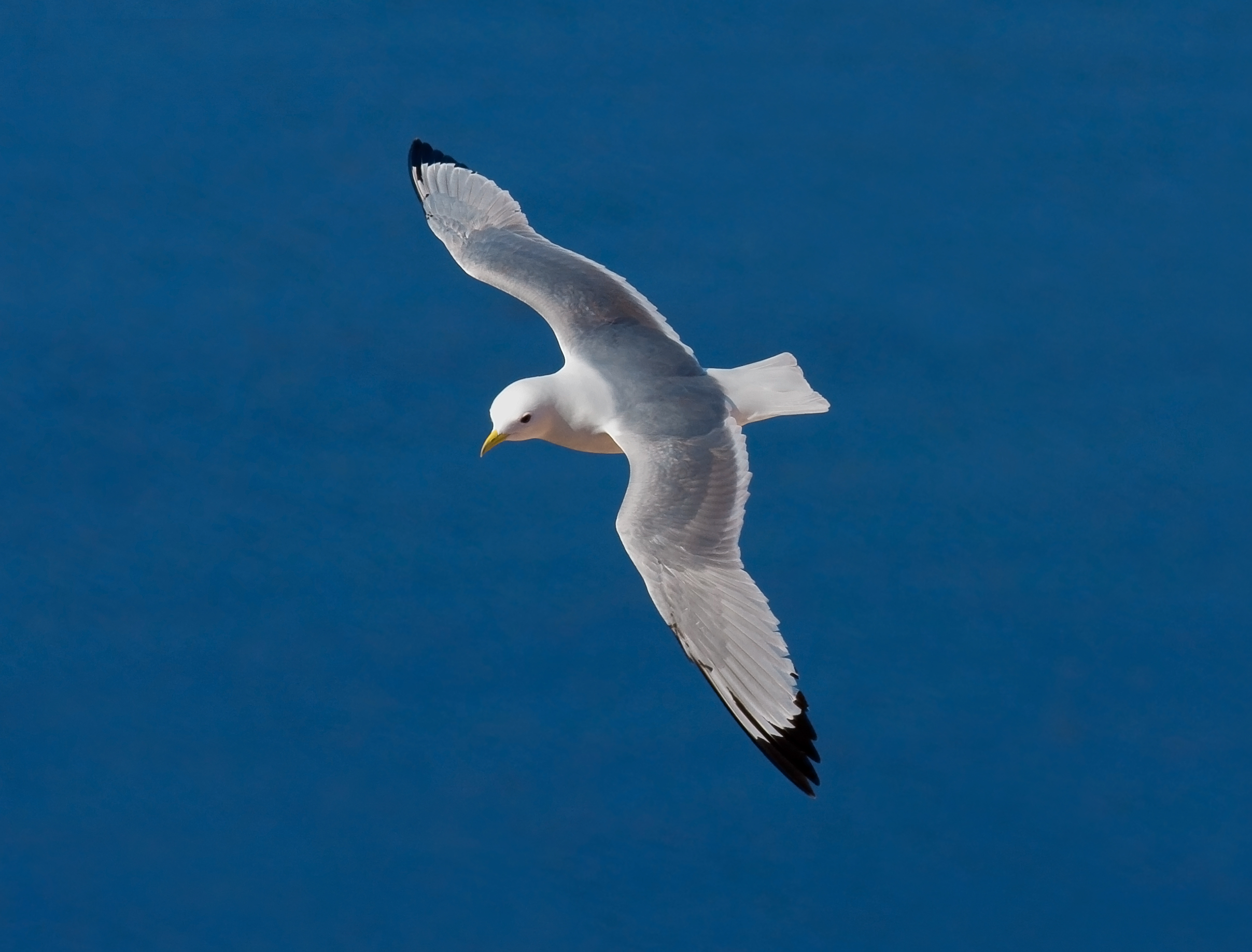
Обыкновенная моевка

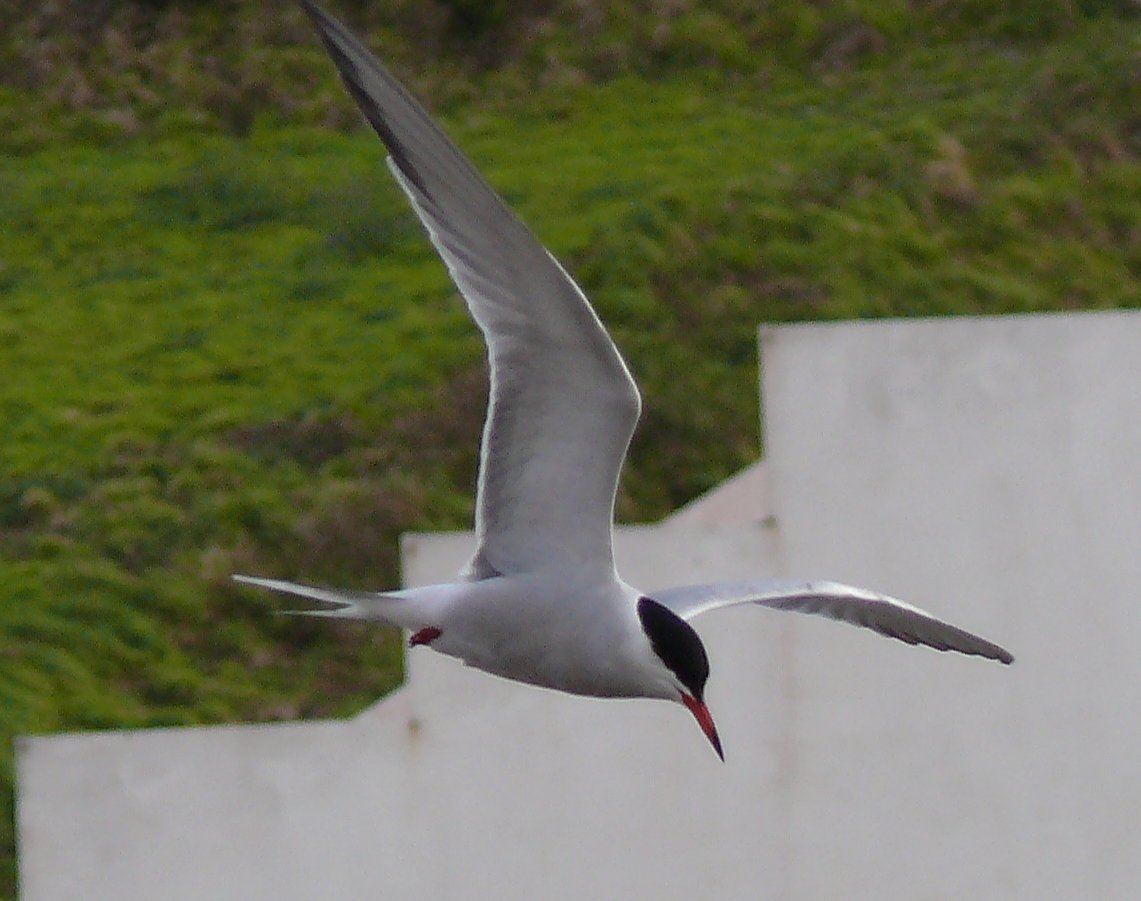
Обыкновенная крачка

- Озёрная чайка (Chroicocephalus ridibundus)
- Малая чайка (Hydrocoloeus minutus)
- Черноголовая чайка (Ichthyaetus melanocephalus)
- Черноголовый хохотун (Ichthyaetus ichthyaetus)
- Сизая чайка (Larus canus)
- Серебристая чайка (Larus argentatus)
- Хохотунья (Larus cachinnans)
- Клуша (Larus fuscus)
- Бургомистр (Larus hyperboreus)
- Морская чайка (Larus marinus)
- Малая крачка (Sternula albifrons)
- Чайконосая крачка (Gelochelidon nilotica)
- Чеграва (Hydroprogne caspia)
- Чёрная болотная крачка (Chlidonias niger)
- Белокрылая болотная крачка (Chlidonias leucopterus)
- Белощёкая крачка (Chlidonias hybrida)
- Обыкновенная крачка (Sterna hirundo)
- Пестроносая крачка (Thalasseus sandvicensis)

### Поморниковые(Stercorariidae)
- Большой поморник (Stercorarius skua)
- Средний поморник (Stercorarius pomarinus)
- Короткохвостый поморник (Stercorarius parasiticus)
- Длиннохвостый поморник (Stercorarius longicaudus)

### Чистиковые(Alcidae)
- Гагарка (Alca torda)
- Обыкновенный чистик (Cepphus grylle)
- Атлантический тупик (Fratercula arctica)

## Отряд:Рябкообразные(Pterocliformes)

### Рябковые(Pteroclidae)
- Саджа (Syrrhaptes paradoxus)

## Отряд:Голубеобразные(Columbiformes)

### Голубиные(Columbidae)
- Сизый голубь (Columba livia)
- Клинтух (Columba oenas)
- Вяхирь (Columba palumbus)
- Обыкновенная горлица (Streptopelia turtur)
- Кольчатая горлица (Streptopelia decaocto)

## Отряд:Попугаеобразные(Psittaciformes)

### Попугаевые(Psittacidae)
- Ожереловый попугай Крамера (Psittacula krameri)

## Отряд:Кукушкообразные(Cuculiformes)

### Кукушковые(Cuculidae)
- Хохлатая кукушка (Clamator glandarius)
- Обыкновенная кукушка (Cuculus canorus)

## Отряд:Совообразные(Strigiformes)

### Сипуховые(Tytonidae)
- Обыкновенная сипуха (Tyto alba)

### Совиные(Strigidae)

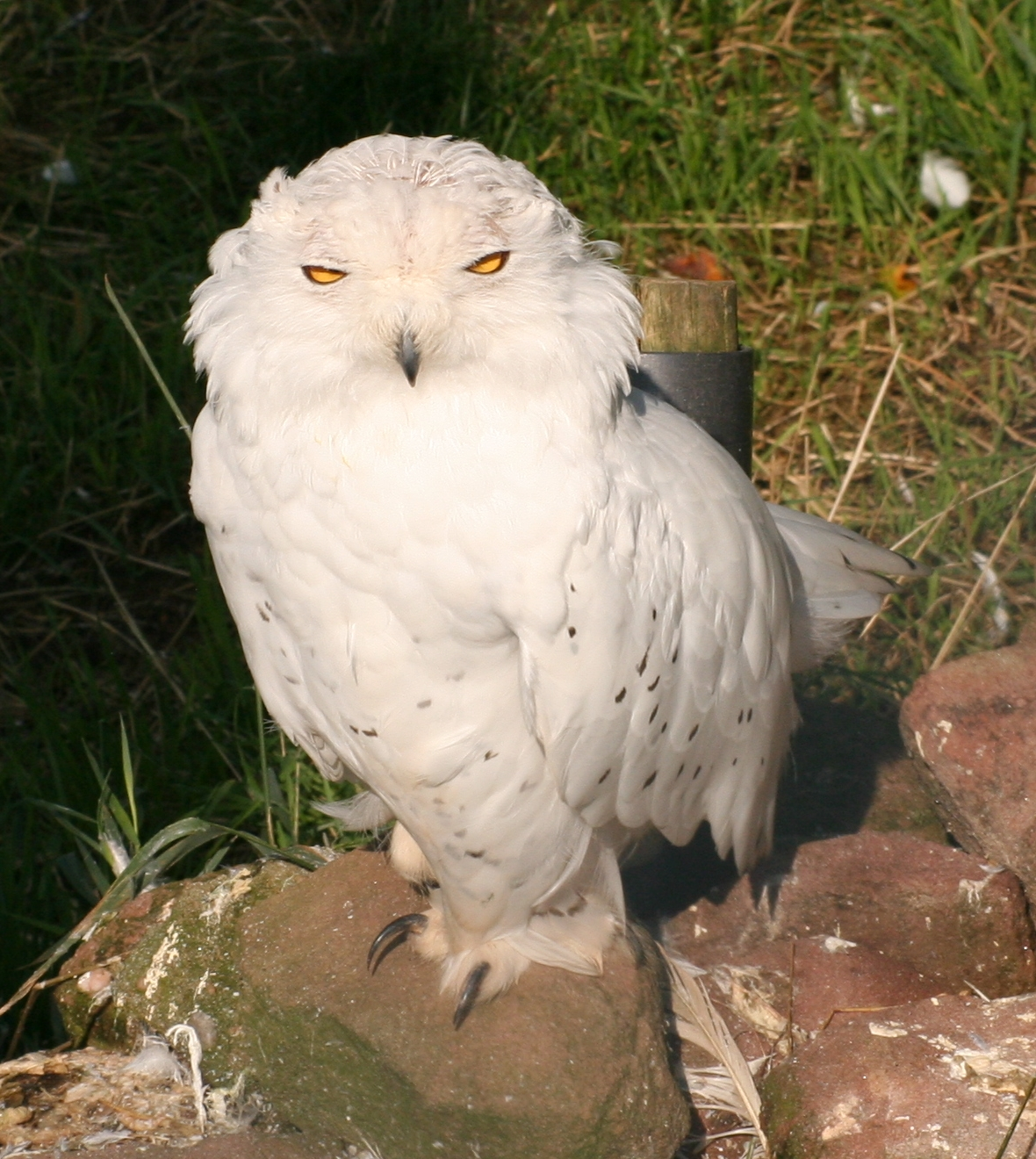
Белая сова

- Обыкновенная сплюшка (Otus scops)
- Филин (Bubo bubo)
- Белая сова (Bubo scandiacus)
- Воробьиный сыч (Glaucidium passerinum)
- Домовый сыч (Athene noctua)
- Обыкновенная неясыть (Strix aluco)
- Длиннохвостая неясыть (Strix uralensis)
- Ушастая сова (Asio otus)
- Болотная сова (Asio flammeus)
- Мохноногий сыч (Aegolius funereus)

## Отряд:Козодоеобразные(Caprimulgiformes)

### Настоящие козодои(Caprimulgidae)
- Козодой (Caprimulgus europaeus)

## Отряд:Стрижеобразные(Apodiformes)

### Стрижиные(Apodidae)
- Чёрный стриж (Apus apus)
- Бледный стриж (Apus pallidus)
- Белобрюхий стриж (Apus melba)

## Отряд:Ракшеобразные(Coraciiformes)

### Зимородковые(Alcedinidae)
- Обыкновенный зимородок (Alcedo atthis)

### Щурковые(Meropidae)
- Золотистая щурка (Merops apiaster)

### Сизоворонковые(Coraciidae)
- Сизоворонка (Coracias garrulus)

### Удодовые(Upupidae)
- Удод (Upupa epops)

## Отряд:Дятлообразные(Piciformes)

### Дятловые(Picidae)

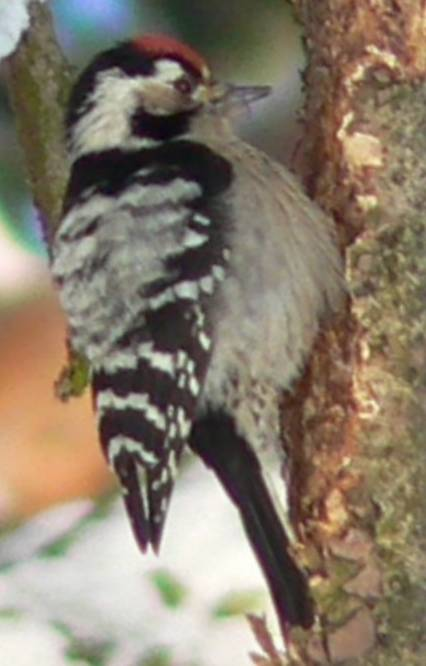
Малый пёстрый дятел

- Вертишейка (Jynx torquilla)
- Малый пёстрый дятел (Dendrocopos minor)
- Средний пёстрый дятел (Dendrocopos medius)
- Белоспинный дятел (Dendrocopos leucotos)
- Большой пёстрый дятел (Dendrocopos major)
- Сирийский дятел (Dendrocopos syriacus)
- Трёхпалый дятел (Picoides tridactylus)
- Желна (Dryocopus martius)
- Зелёный дятел (Picus viridis)
- Седой дятел (Picus canus)

## Отряд:Воробьинообразные(Passeriformes)

### Сорокопутовые(Laniidae)
- Обыкновенный жулан (Lanius collurio)
- Серый сорокопут (Lanius excubitor)
- Чернолобый сорокопут (Lanius minor)
- Красноголовый сорокопут (Lanius senator)

### Иволговые(Oriolidae)
- Обыкновенная иволга (Oriolus oriolus)

### Врановые(Corvidae)

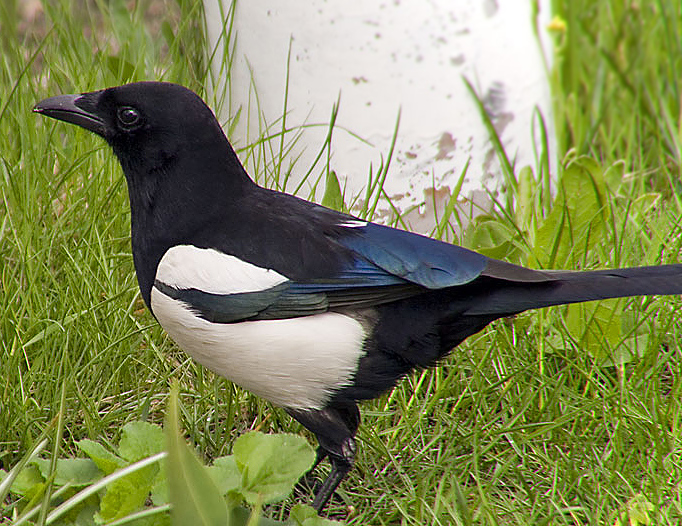
Обыкновенная сорока

- Сойка (Garrulus glandarius)
- Обыкновенная сорока (Pica pica)
- Кедровка (Nucifraga caryocatactes)
- Клушица (Pyrrhocorax pyrrhocorax)
- Альпийская галка (Pyrrhocorax graculus)
- Галка (Corvus monedula)
- Грач (Corvus frugilegus)
- Чёрная ворона (Corvus corone)
- Серая ворона (Corvus cornix)
- Обыкновенный ворон (Corvus corax)

### Толстоклювые синицы(Paradoxornithidae)
- Усатая синица (Panurus biarmicus)

### Жаворонковые(Alaudidae)
- Степной жаворонок (Melanocorypha calandra)
- Малый жаворонок (Calandrella brachydactyla)
- Хохлатый жаворонок (Galerida cristata)
- Полевой жаворонок (Alauda arvensis)
- Лесной жаворонок (Lullula arborea)

### Ласточковые(Hirundinidae)
- Береговушка (Riparia riparia)
- Скалистая ласточка (Ptyonoprogne rupestris)
- Деревенская ласточка (Hirundo rustica)
- Рыжепоясничная ласточка (Cecropis daurica)
- Городская ласточка (Delichon urbicum)

### Синицевые(Paridae)

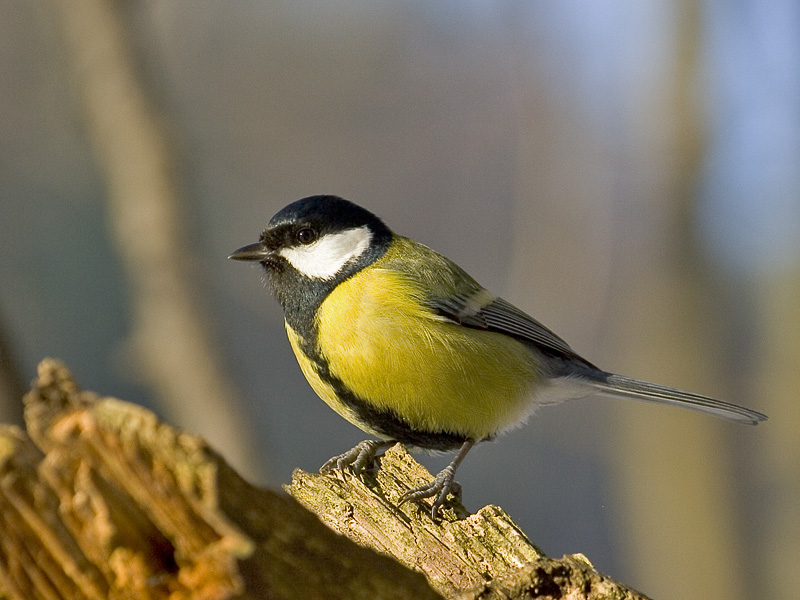
Большая синица

- Средиземноморская гаичка (Poecile lugubris)
- Черноголовая гаичка (Poecile palustris)
- Буроголовая гаичка (Poecile montanus)
- Московка (Periparus ater)
- Хохлатая синица (Lophophanes cristatus)
- Большая синица (Parus major)
- Обыкновенная лазоревка (Cyanistes caeruleus)
- Обыкновенный ремез (Remiz pendulinus)

### Короткокрылые камышовки(Cettiidae)
- Широкохвостая камышовка (Cettia cetti)

### Длиннохвостые синицы(Aegithalidae)
- Длиннохвостая синица (Aegithalos caudatus)

### Поползневые(Sittidae)
- Обыкновенный поползень (Sitta europaea)
- Малый скалистый поползень (Sitta neumayer)
- Краснокрылый стенолаз (Tichodroma muraria)

### Пищуховые(Certhiidae)
- Обыкновенная пищуха (Certhia familiaris)
- Короткопалая пищуха (Certhia brachydactyla)

### Крапивниковые(Troglodytidae)
- Крапивник (Troglodytes troglodytes)

### Оляпковые(Cinclidae)
- Оляпка (Cinclus cinclus)

### Корольки(Regulidae)
- Желтоголовый королёк (Regulus regulus)
- Красноголовый королёк (Regulus ignicapilla)

### Megaluridae
- Обыкновенный сверчок (Locustella naevia)
- Речной сверчок (Locustella fluviatilis)
- Соловьиный сверчок (Locustella luscinioides)

### Цистиколовые(Cisticolidae)
- Веерохвостая цистикола (Cisticola juncidis)

### Славковые(Sylviidae)
- Славка-черноголовка (Sylvia atricapilla)
- Садовая славка (Sylvia borin)
- Ястребиная славка (Sylvia nisoria)
- Sylvia crassirostris
- Серая славка (Sylvia communis)
- Славка-завирушка (Sylvia curruca)
- Рыжегрудая славка (Sylvia cantillans)
- Средиземноморская славка (Sylvia melanocephala)
- Пеночка-весничка (Phylloscopus trochilus)
- Пеночка-теньковка (Phylloscopus collybita)
- Светлобрюхая пеночка (Phylloscopus bonelli)
- Phylloscopus orientalis
- Пеночка-трещотка (Phylloscopus sibilatrix)
- Пеночка-зарничка (Phylloscopus inornatus)
- Бледная пересмешка (Hippolais pallida)
- Многоголосая пересмешка (Hippolais polyglotta)
- Зелёная пересмешка (Hippolais icterina)
- Тонкоклювая камышовка (Acrocephalus melanopogon)
- Вертлявая камышовка (Acrocephalus paludicola)

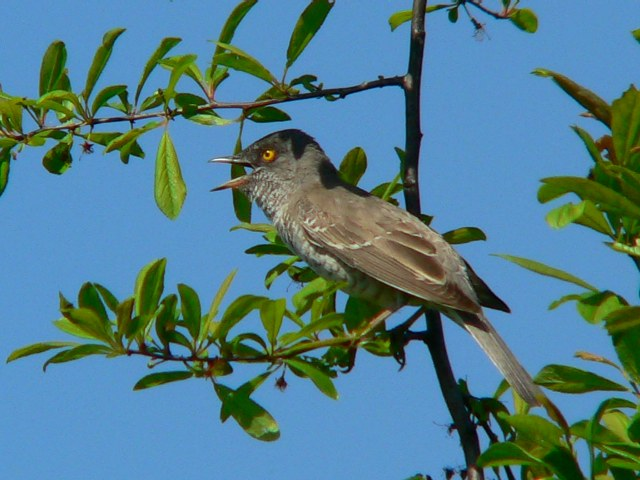
Ястребиная славка

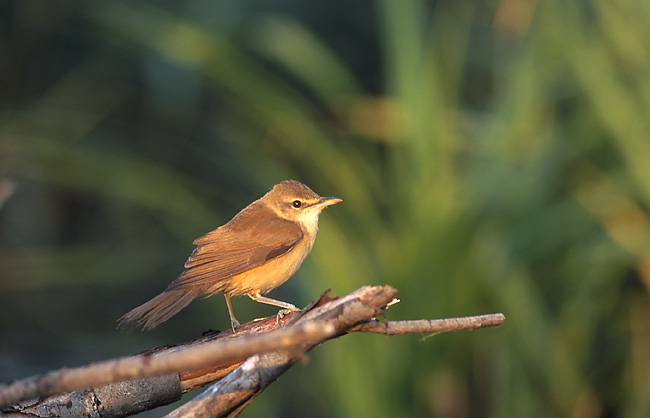
Дроздовидная камышовка

- Камышовка-барсучок (Acrocephalus schoenobaenus)
- Индийская камышовка (Acrocephalus agricola)
- Тростниковая камышовка (Acrocephalus scirpaceus)
- Садовая камышовка (Acrocephalus dumetorum)
- Болотная камышовка (Acrocephalus palustris)
- Дроздовидная камышовка (Acrocephalus arundinaceus)

### Мухоловковые(Muscicapidae)

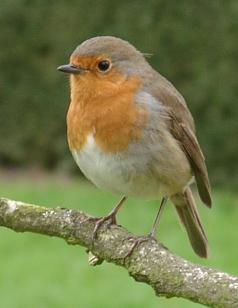
Зарянка

- Серая мухоловка (Muscicapa striata)
- Мухоловка-пеструшка (Ficedula hypoleuca)
- Мухоловка-белошейка (Ficedula albicollis)
- Малая мухоловка (Ficedula parva)
- Зарянка (Erithacus rubecula)
- Обыкновенный соловей (Luscinia luscinia)
- Южный соловей (Luscinia megarhynchos)
- Варакушка (Luscinia svecica)
- Горихвостка-чернушка (Phoenicurus ochruros)
- Обыкновенная горихвостка (Phoenicurus phoenicurus)
- Обыкновенная каменка (Oenanthe oenanthe)
- Испанская каменка (Oenanthe hispanica)
- Луговой чекан (Saxicola rubetra)
- Черноголовый чекан (Saxicola torquatus)

### Дроздовые(Turdidae)

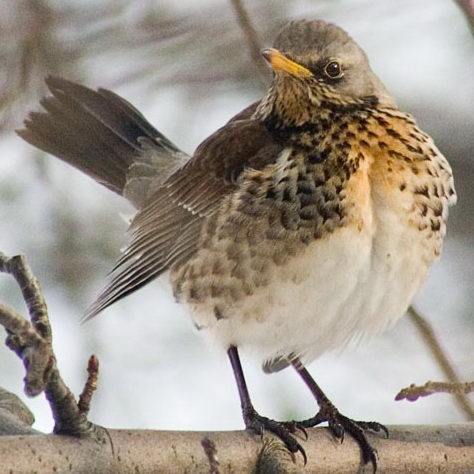
Рябинник

- Пёстрый каменный дрозд (Monticola saxatilis)
- Синий каменный дрозд (Monticola solitarius)
- Пёстрый дрозд (Zoothera dauma)
- Белозобый дрозд (Turdus torquatus)
- Чёрный дрозд (Turdus merula)
- Дрозд Науманна (Turdus naumanni)
- Рябинник (Turdus pilaris)
- Белобровик (Turdus iliacus)
- Певчий дрозд (Turdus philomelos)
- Деряба (Turdus viscivorus)

### Скворцовые(Sturnidae)
- Розовый скворец (Pastor roseus)
- Обыкновенный скворец (Sturnus vulgaris)

### Завирушки(Prunellidae)
- Альпийская завирушка (Prunella collaris)
- Лесная завирушка (Prunella modularis)

### Трясогузковые(Motacillidae)

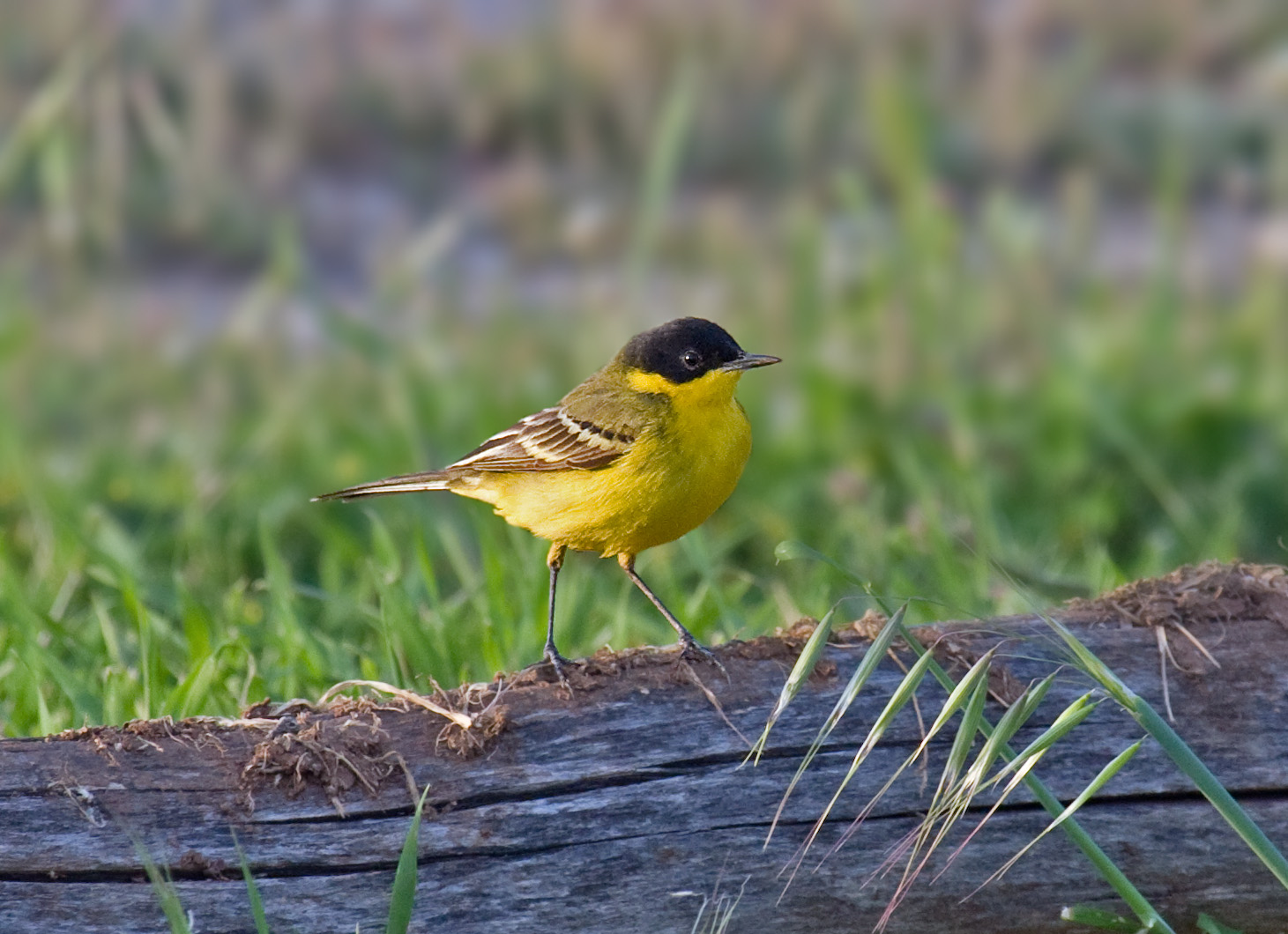
Жёлтая трясогузка

- Жёлтая трясогузка (Motacilla flava)
- Желтоголовая трясогузка (Motacilla citreola)
- Горная трясогузка (Motacilla cinerea)
- Белая трясогузка (Motacilla alba)
- Полевой конёк (Anthus campestris)
- Луговой конёк (Anthus pratensis)
- Лесной конёк (Anthus trivialis)
- Краснозобый конёк (Anthus cervinus)
- Горный конёк (Anthus spinoletta)

### Свиристелевые(Bombycillidae)
- Свиристель (Bombycilla garrulus)

### Овсянковые(Emberizidae)

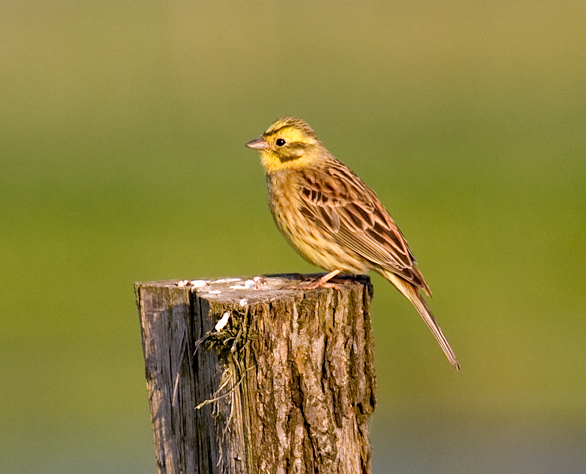
Обыкновенная овсянка

- Лапландский подорожник (Calcarius lapponicus)
- Обыкновенная овсянка (Emberiza citrinella)
- Белошапочная овсянка (Emberiza leucocephalos)
- Огородная овсянка (Emberiza cirlus)
- Горная овсянка (Emberiza cia)
- Садовая овсянка (Emberiza hortulana)
- Овсянка-крошка (Emberiza pusilla)
- Овсянка-ремез (Emberiza rustica)
- Черноголовая овсянка (Emberiza melanocephala)
- Тростниковая овсянка (Emberiza schoeniclus)
- Просянка (Emberiza calandra)
- Пуночка (Plectrophenax nivalis)

### Вьюрковые(Fringillidae)
- Зяблик (Fringilla coelebs)
- Вьюрок (Fringilla montifringilla)
- Обыкновенный щур (Pinicola enucleator)
- Обыкновенная чечевица (Carpodacus erythrinus)
- Зеленушка (Chloris chloris)
- Клёст-сосновик (Loxia pytyopsittacus)
- Клёст-еловик (Loxia curvirostra)
- Белокрылый клёст (Loxia leucoptera)
- Чечётка (Acanthis flammea)
- Коричневая чечётка (Acanthis cabaret)
- Пепельная чечётка (Acanthis hornemanni)
- Чиж (Spinus spinus)
- Черноголовый щегол (Carduelis carduelis)
- Горная чечётка (Carduelis flavirostris)
- Коноплянка (Carduelis cannabina)
- Лимонный вьюрок (Serinus citrinella)
- Канареечный вьюрок (Serinus serinus)
- Снегирь (Pyrrhula pyrrhula)

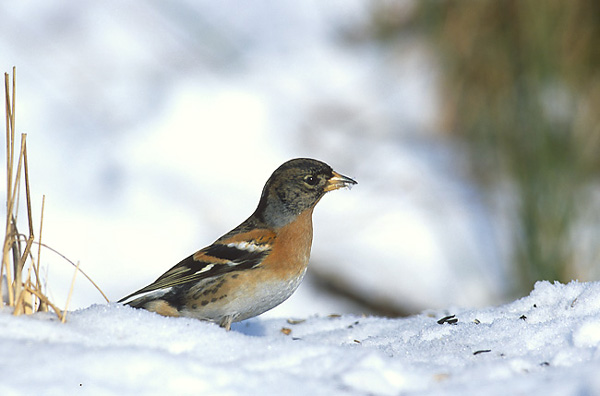
Вьюрок

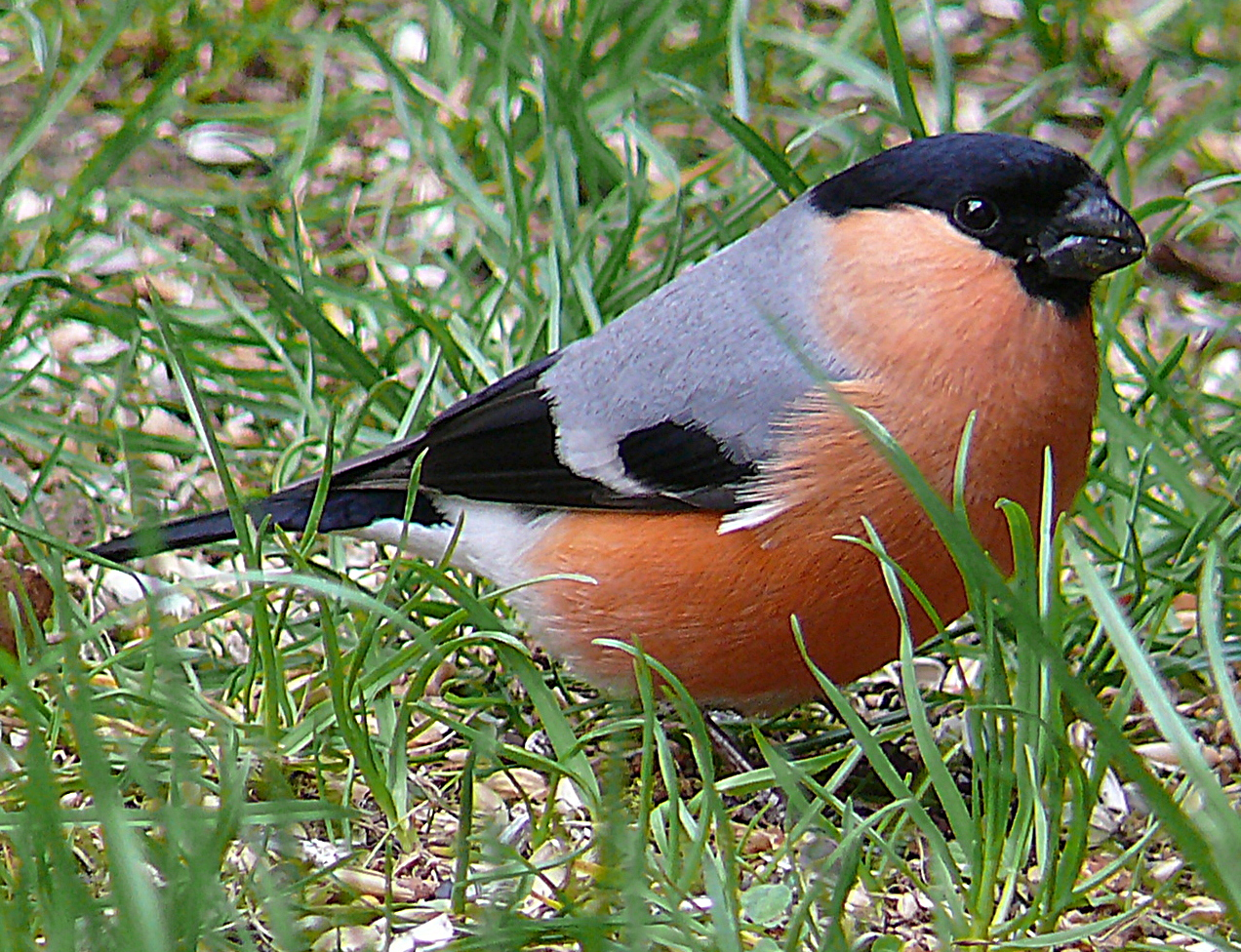
Снегирь

- Обыкновенный дубонос (Coccothraustes coccothraustes)

### Воробьиные(Passeridae)
- Домовый воробей (Passer domesticus)
- Испанский воробей (Passer hispaniolensis)
- Полевой воробей (Passer montanus)
- Каменный воробей (Petronia petronia)
- Снежный вьюрок (Montifringilla nivalis)